# Liste von Kriegsgräberstätten im Saarland
Die Liste von Kriegsgräberstätten im Saarland benennt Kriegsgräberstätten im Saarland, Bundesrepublik Deutschland, ohne Anspruch auf Vollständigkeit.

## Liste
| Bezeichnung               | Ortschaft      | Beschreibung                                                                              | Foto |
| ------------------------- | -------------- | ----------------------------------------------------------------------------------------- | ---- |
| Hauptfriedhof Saarbrücken | Saarbrücken    | Gräber für die Kriegsopfer des Deutsch-Französischen Kriegs 1870/71 und beider Weltkriege |      |
| Ehrenfriedhof Besch       | Besch          | Gräber für Opfer des Zweiten Weltkriegs                                                   |      |
| Ehrenfriedhof Elm         | Schwalbach-Elm | Gräber für die Opfer des Zweiten Weltkriegs                                               |      |

- Karte mit allen verlinkten Seiten:
- OSM |
- WikiMap